# Projekt Harwardzki
Projekt Harwardzki (ang. Harvard Project), pełna nazwa Projekt Harwardzki w Sprawie Sowieckiego Systemu Społecznego – amerykański wywiadowczy projekt naukowy skierowany przeciwko ZSRR w okresie powojennym.
Pod koniec II wojny światowej na terytorium Niemiec znalazły się ogromne rzesze uchodźców cywilnych z okupowanych terenów ZSRR, a także jeńców wojennych – czerwonoarmistów i służących w kolaboracyjnych oddziałach wojskowych. Po kapitulacji III Rzeszy 8/9 maja 1945 duża część spośród nich przebywała w amerykańskiej strefie okupacyjnej. Władze USA uznały, że przeprowadzenie wywiadów z ludźmi pochodzącymi z Rosji Sowieckiej może przynieść znaczący wzrost wiedzy na temat stosunków polityczno-społecznych panujących w kraju, który stawał się głównym przeciwnikiem w przyszłej rozgrywce światowej. Uzupełniłoby to informacje uzyskiwane głównie drogą wywiadowczą. Projekt realizowano od 1948 przez Centrum Badań Rosyjskich Uniwersytetu Harvarda pod patronatem United States Army i CIA. Inicjatorem był John Paton Davies Jr., członek grupy planowania politycznego w Departamencie Stanu, na którego czele stał George Kennan. Początkowo program nosił nazwę Émigré Interview Project, potem zmieniono ją na Harvard Project on the Soviet Social System. Prowadzili go amerykański socjolog Alex Inkeles i psycholog społeczny Raymond A. Bauer. W latach 1950–1953 w Monachium przepytano kilkuset b. obywateli ZSRR. Wywiadów przeprowadzono w 2 rodzajach: biograficznych (A-schedule interviews) i specjalistycznych (B-schedule interviews). Strona wojskowa postawiła przed projektem zadanie dokonania oceny psychologicznej tzw. „ludzi sowieckich” w sytuacji, gdyby doszło do masowych bombardowań atomowych terytorium ZSRR.